# Российский социально-экологический союз
Росси́йский социа́льно-экологи́ческий сою́з (РСоЭС) — общероссийская общественная организация, крупнейшее объединение общественных экологических организаций и активистов, находящееся в числе наиболее влиятельных экологических организаций страны, таких как Всероссийское общество охраны природы и Гринпис-Россия.

## История
6 октября 1991 года состоялась Учредительная конференция Российского социально-экологического союза, 9 января 1992 года РСоЭС был зарегистрирован как общероссийское объединение, имеющее устав; цель создания Союза — объединение интеллектуального потенциала, материальных и финансовых средств, организационных возможностей членов для защиты природы Земли, сохранения и восстановления природного и культурного наследия человечества, физического и духовного здоровья людей, обеспечения экобезопасности и устойчивого развития.
Учредителями союза стали С. И. Забелин, А. А. Каюмов, Л. А. Федоров и А. В. Яблоков. Первыми сопредседателями Совета Союза 21 июня 1999 года стали А. А. Каюмов, Е. Н. Кругликова, О. Н. Пицунова, О. Н. Сенова, А. В. Фёдоров. В дальнейшем были зарегистрированы региональные отделения РСоЭС: Липецкое, Тольяттинское и др.; коллективным членом Союза стала Объединённая дружина охраны природы.
С декабря 2016 года Российский социально-экологический союз — член международной организации «Friends of the Earth» («Друзья Земли»).

## Деятельность
В 2011 году Российский социально-экологический союз выступил партнёром XVII Международной конференции «Экологическое образование в интересах устойчивого развития» и Российской конференции «Образование в области изменения климата и альтернативной энергетики».
Основное направление деятельности входящей в РСоЭС Объединённой дружины охраны природы — городские особо охраняемые природные территории (мониторинг, создание, практические работы по восстановлению популяций редких растений).
С 2014 года Климатический секретариат РСоЭС организует опросы по реализации Климатической доктрины в РФ.
В РСоЭС разработаны и в настоящее время реализуются программы: «Климатическая», «Против ядерной и радиационной угрозы», «Экологическое просвещение», «Водная», «Арктическая», «Безопасность радиоактивных отходов», Кампания по лесам и сохранению биоразнообразия и проект «Декоматом», а также программа по поддержке экоактивистов (с 2020 года). Некоторые программы и кампании приостановили свою деятельность. Климатической программой подготовлен аналитический обзор «Взгляд НПО на климатические планы регионов»; выпускается еженедельный «Дайджест новостей об изменении климата». Программой по поддержке экоактивистов ведется мониторинг давления на экологических активистов.
РСоЭС удалось ограничить разрешение понижения уровня Байкала только до 01.01.2018, что нашло отражение в Постановлении Правительства России; организован Байкальский штаб добровольцев по тушению пожаров, разработаны профилактические меры против лесных пожаров в лесах вокруг Байкала; подготовлены и внесены рекомендации по планируемым монгольским и существующим российским ГЭС на Ангаре. Участниками программы «Против ядерной и радиационной угрозы» подготовлено заключение для общественных слушаний по строительству в Димитровграде АЭС с опытным свинцово-висмутовым реактором СВБР-100 на быстрых нейтронах, которое было приобщено к материалам слушаний и учтено при выдаче лицензии Росприроднадзором.
РСоЭС реализован школьный проект по энергосбережению, в котором участвуют более 20 регионов в 7 федеральных округах, 2800 школ, 18 000 детей. В каждом из регионов прошли пресс-конференции, круглые столы, публичные и арт-акции, выставки. Изданы и распространены «Интерактивная карта программ и проектов по энергоэффективности, работающих в России», «Пособие для школьных центров и информационная брошюра эко-решений в школах». Обзор «Правовая база по обращению с радиоактивными отходами и отработавшим ядерным топливом в России и органы государственного управления в сфере использования атомной энергии» издан проектом «Декоматом».
В связи с 30-летием радиационной катастрофы на Чернобыльской АЭС РСоЭС создан сайт с рекомендациями по проведению Дней действий «Чернобыль 30 лет».
В 2016 году РСоЭС учредил программу «Безопасность РАО» для постоянной координации деятельности членов организации по вопросам обращения с радиоактивными отходами (РАО).
В 2017 году представители РСоЭС стали участниками программы Общероссийской климатической недели, которая проводилась в соответствии с решением межведомственной рабочей группы при Администрации Президента Российской Федерации по вопросам, связанным с изменением климата и обеспечением устойчивого развития.
РСоЭС принял участие в работе над книгой «ЯблоковСад. Воспоминания, размышления, прогнозы» памяти Алексея Владимировича Яблокова, изданной в рамках Федеральной целевой программы «Культура России» и рекомендованной Учёным советом биологического факультета МГУ в качестве учебного пособия для студентов-биологов.

## Персоналии
- Забелин С. И. — советский и российский эколог, общественный деятель, лидер природоохранного движения России;
- Каюмов А. А. — российский эколог и общественный деятель, организатор экологического движения[25];
- Фёдоров Л. А. — советский учёный-химик, эколог, доктор химических наук, создатель и руководитель Союза «За химическую безопасность»;
- Шапхаев С. Г. — советский и российский учёный, активист-эколог, депутат Верховного Совета СССР (1989—1991), эксперт РСоЭС по экологии озера Байкал[26];
- Яблоков А. В. — советский и российский биолог, общественный и политический деятель.